# Мартинес, Маурисио
Маурисио Мартинес (исп. Mauricio Martínez; 20 февраля 1993, Санто-Томе, Санта-Фе) — аргентинский футболист, опорный полузащитник и центральный защитник клуба «ЛДУ Кито».

## Биография
Воспитанник клуба «Индепендьенте» из своего родного города. В 2010 году по приглашению Николаса Фрутоса, технического директора и бывшего игрока «Униона» из Санта-Фе, присоединился к главной команде своей провинции. Первоначально футболист играл на позиции центрального полузащитника, но тренер молодёжного состава «Униона», Хуан Пабло Пумпидо (сын известного специалиста Нери Пумпидо) перевёл его ближе к линии обороны.
В первый состав «Униона» попал в 2013 году при тренере Факундо Сава, в том сезоне клуб играл в Примере B после недавнего вылета из высшего дивизиона. Первый официальный матч на взрослом уровне сыграл в первом туре нового сезона, 4 августа 2013 года против «Вилья Сан Карлос». Вскоре подписал свой первый профессиональный контракт, действующий до 2017 года.
С 2015 года вместе со своей командой играет в высшем дивизионе Аргентины. Дебютный матч на высшем уровне сыграл 15 февраля 2015 года против «Уракана», а 3 августа 2015 года в игре с «Бока Хуниорс» забил свой первый гол.

## Достижения
- Финалист Кубка Аргентины (1): 2015/16